# Heinrich Klang
Heinrich Klang, né le 15 avril 1875 à Vienne et mort le 22 janvier 1954 dans la même ville, est un éminent juriste autrichien.

## Biographie
Fils de James Klang, directeur de compagnie d'assurance, et de Karoline née Rooz, Heinrich Klang fait des études de droit à l'université de Vienne qu'il achève en 1897. Il s'oriente vers la profession de juge et reçoit son habilitation en 1901. Durant la Première Guerre mondiale, il est officier, puis juge militaire. Après la guerre, tout en poursuivant une carrière de juge, il contribue, à partir de 1924, au périodique juridique Juristische Blätter (de), dont il devient en 1928 le rédacteur en chef,. Il participe avec Franz Klein à la création d'un parti bourgeois-démocratique qui, après quelques échec électoraux, est mis en sommeil au début des années trente,,. Parallèlement, il enseigne le droit civil et dirige la rédaction d'un ouvrage de référence sur ce dernier, le Kommentar zum Allgemeinen Bürgerlichen Gesetzbuch, dont la publication commence en 1935. Après l'Anschluss, il est mis à la retraite « de sa propre volonté » et doit renoncer à toutes ses activités professionnelles. Ses tentatives de s'enfuir aux États-Unis, en Chine, à Cuba, voire en Hongrie échouent,. En septembre 1942, il est déporté au camp de concentration de Theresienstadt,. Il exerce une activité de juge au tribunal juif du ghetto, faisant preuve d'humanité et de compassion,. Après la guerre, il est nommé en aoüt 1945 professeur honoraire à la faculté de droit de Vienne. Il devient en novembre 1945 un des trois juges de la cour suprême et s'occupe en particulier des questions de restitution,. Il prend sa retraite en 1949.